# Mușchiul triceps brahial
      Capul lung.
      Capul lateral.
      Capul medial.

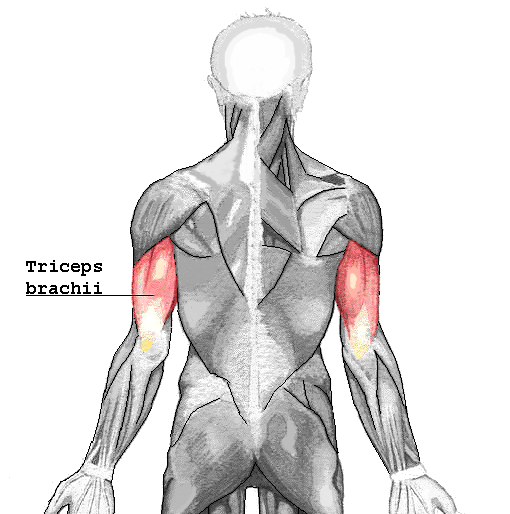
Mușchiul triceps brahial

Mușchiul triceps brahial
Capul lung.
Capul lateral.
Capul medial.

Mușchiul triceps brahial sau tricepsul brahial (Musculus triceps brachii) este un mușchi lung și voluminos, așezat pe fața posterioară a brațului, de la scapulă până la olecranon. Extremitatea superioară a lui este împărțită în trei ramuri sau capete de origine (de unde și numele de triceps): capul lung (porțiunea lungă a tricepsului), capul lateral (vastul lateral) și capul medial (vastul medial). Pe viu, simpla extensie a antebrațului evidențiază mușchiul.

## Inserții
Mușchiul triceps brahial are trei capete de origine, unul pe scapulă și două pe humerus: capul lung (porțiunea lungă a tricepsului), capul lateral (vastul lateral) și capul medial (vastul medial). Cele trei capete ale tricepsului au origini diferite, prin tendoane independente.
- Capul lung sau porțiunea lungă a tricepsului (Caput longum musculi tricipitis brachii) are originea printr-un tendon turtit și lat pe tuberculul infraglenoidal al scapulei (Tuberculum infraglenoidale scapulae); aderă de capsula articulației umărului și coboară medial de capul lateral între mușchiul rotund mic (Musculus teres minor) și mușchiul rotund mare (Musculus teres major) pentru a se uni cu celelalte două capete și a forma corpul mușchiului.
- Capul lateral sau vastul extern (Caput laterale musculi tricipitis brachii) are originea printr-un tendon turtit pe septul intermuscular brahial lateral (Septum intermusculare brachii laterale) și pe fața posterioară a humerusului, între tuberculul mare (Tuberculum majus humeri) și marginea superioară a șanțului nervului radial (Sulcus nervi radialis). Fasciculele musculare trec oblic peste șanțul nervului radial și îl transformă într-un canal osteo-muscular prin care trec: nervul radial (Nervus radialis), artera brahială profundă (Arteria profunda brachii) și cele două vene satelite. Fibrele musculare ale capului lateral sunt îndreptate medial și inferior.
- Capul medial sau vastul intern (Caput mediale musculi tricipitis brachii) are originea pe septul intermuscular brahial medial (Septum intermusculare brachii mediale), pe porțiunea inferioară a septului intermuscular brahial lateral și pe fața posterioară a humerusului, situată sub șanțul nervului radial. Capul medial este acoperit de capul lateral și parțial de capul lung

Cele trei capete își păstrează oarecum individualitatea și converg la nivelul treimii medii a humerusului într-un singur corp muscular fusiform care se continuă cu un tendon comun puternic, care merge în jos și se inserează pe olecranul ulnei (pe fața posterioară și pe cele două margini ale olecranului). O parte din fibrele profunde ale capului medial, numite mușchiul articular al cotului (Musculus articularis cubiti), se fixează pe capsula articulației cotului; ele împiedică prinderea capsulei între suprafețele articulare. Fibrele cele mai superficiale ale tendonului comun, se continuă cu fascia antebrahială (Fascia antebrachii).

## Raporturi
În porțiunea proximală mușchiul triceps brahial este acoperit posterior de mușchiul deltoid (Musculus deltoideus). Mai jos, cele trei capete ale mușchiului sunt acoperite de pielea brațului, iar anterior acoperă osul humerus. Anterior între mușchiul triceps brahial și humerus trece nervul radial și vasele brahiale profunde (artera brahială profundă și cele două vene satelite). De-a lungul marginii mediale a mușchiului trec nervul ulnar și artera colaterală ulnară superioară, ramură din artera brahială. 
Capul lung al mușchiului triceps brahial acoperit de mușchiul deltoid trece dedesubtul articulației scapulohumerale și participă la delimitarea patrulaterului humerotricipital și al triunghiului omotricipital.
Între fasciculele tendonului comun a tricepsului brahial se găsește uneori o bursă, numită bursa intratendinoasă olecraniană Monro (Bursa intratendinea olecrani). Înaintea tendonului comun a tricepsului, între el și olecran se află o bursa mică, numită bursa subtendinoasă olecraniană sau bursa subtendinoasă a mușchiului triceps brahial (Bursa subtendinea musculi tricipitis brachii), iar între suprafața posterioară a olecranului și piele se află o bursă mare, numită bursa subcutanată olecraniană (Bursa subcutanea olecrani).

## Acțiune
Mușchiul triceps brahial este cel mai puternic extensor al antebrațului pe braț în articulația cotului (antagonist al mușchiului biceps brahial) și tensor al capsulei articulației scapulohumerale.
Prin capul lung este un extensor slab al brațului și adductor al brațului
Mușchiul articular al cotului (Musculus articularis cubiti) este un tensor al părții posterioare a capsulei articulației cotului; el împiedică prinderea capsulei între suprafețele articulare în timpul extinderii antebrațului.

## Inervația
Inervația este dată de ramuri ale nervului radial (neuromer C6—C7). Fiecare cap al mușchiul are ramuri nervoase separate.

## Vascularizația
Vascularizația este asigurată în special de artera brahială profundă (Arteria profunda brachii) și artera colaterală ulnară superioară (Arteria collateralis ulnaris superior) și parțial de artera circumflexă humerală posterioară (Arteria circumflexa humeri posterior)
Capul lung este vascularizat de artera colaterală ulnară superioară, ramuri din artera axilară (Arteria axillaris), din artera brahială (Arteria brachialis), din artera circumflexă humerală posterioară  și din artera brahială profundă.
Capul lateral este vascularizat de ramuri din artera brahială profundă și din artera circumflexă humerală posterioară.
Capul medial este vascularizat de artera colaterală ulnară superioară și artera brahială profundă.